# Amraudha
Amraudha é uma vila e uma nagar panchayat no distrito de Kanpur Dehat, no estado indiano de Uttar Pradesh.

## Demografia
Segundo o censo de 2001, Amraudha tinha uma população de 8890 habitantes. Os indivíduos do sexo masculino constituem 54% da população e os do sexo feminino 46%. Amraudha tem uma taxa de literacia de 48%, inferior à média nacional de 59.5%; com 61% para o sexo masculino e 39% para o sexo feminino. 19% da população está abaixo dos 6 anos de idade.